# 泽纳布·穆罕默德·萨利赫
泽纳布·穆罕默德·萨利赫（Zeinab Mohammed Salih ，阿拉伯语：زينب محمد صالح，出生于苏丹喀土穆）是一名苏丹自由记者和作家，主要报道苏丹、乍得及邻国的政治、战争、社会和性别相关问题。她为国际新闻媒体（例如 新阿拉伯人报、《卫报》、 《独立报》、 BBC 新闻、 《金融时报》、美国新闻与世界报道、和半岛电视台）发表了大量报道。她出版了英语和阿拉伯语的作品。她还在苏丹国内以及中东和非洲新闻媒体（例如 喀土穆箴言(Khartoum Monitor)、Al-Sahafa、 Ajrass Al-Hurrya、Al-Ahdath、Al-Ayyam, The Citizen、Citizenship Rights in Africa Initiative、和新人道社(The New Humanitarian）撰写了许多文章。

## 传
萨利赫在伦敦城市大学获得国际政治硕士学位和在威爾斯卡迪夫大学获得国际新闻学硕士学位。 在2010 年苏丹总统选举和2011 年苏丹南部自决公投之前，萨利赫于 2009 年加入了《奈尔斯项目》，这是一份德国政府资助的跨国杂志，以阿拉伯语以及英语出版。她是一群来自苏丹和南苏丹的受过调查报导专业培训的·年轻自由记者之一。   2017年，她在纽约联合国总部担任记者。  萨利赫精通阿拉伯语、英语和达扎语、懂基本的斯瓦希里语和法语。
截至2022年3月，萨利赫在《卫报》发表的100多篇文章中， 有几篇有关苏丹革命的报道。她特别撰写了有关民主活动人士、苏丹边缘地区（列入 达尔富、努巴山脈、青尼羅州）、少数民族和原住民、埃塞俄比亞復興大壩、苏丹军队或安全部队犯下的暴行、妇女在苏丹革命中的作用以及針對女性的暴力和强奸（列入 少女被杀后缺乏正义案件的文章）。 在革命前发表的 BBC 新闻 2019 年文章中，她报道了苏丹妇女使用Facebook群组分享尚未识别的性犯罪者的照片，然后该群组的成员试图公开识别和谴责犯罪者。 除其他问题外，萨利赫还在半岛电视台新闻上撰写了有关苏丹达尔富尔地区持续发生的侵犯人权行为的文章， 并为英国广播公司新闻撰写了有关苏丹过去奴隶贩子的种族虐待和美化的文章。 
萨利赫创立了苏丹人权信息网络 ，还报道了邻国南蘇丹埃及、乍得、埃塞俄比亚、厄立特里亚、沙特阿拉伯和也门的政治和人权问题。 在2023 年苏丹冲突期间， 《观察家报》出版了她的回忆录，内容涉及报道奥马尔·巴希尔军事政权下的苏丹所面临的挑战以及苏丹随后向民主的过渡。她解释了为什么尽管大都市区正在发生战斗，但她和她的家人却不想离开这个国家，以及为什么她即使在生命受到威胁的情况下仍继续从实地进行报道。 
在 2019 年出版的《先驱者、反叛者和一些恶棍》一书中。萨利赫在东非从事新闻工作 150 年，被描述为“一位孜孜不倦的自由记者，关注并超越苏丹革命”。 

## 进一步阅读
- Onyano-Obbo, Charles (编). . 2021-10-11: 213. ISBN 978-0-620-93217-2. pdf （页面存档备份，存于）